# Dorcopsulus
Il genere Dorcopsulus Matschie, 1916 comprende due specie di marsupiali della famiglia dei Macropodidi.

## Descrizione
Le specie del genere Dorcopsulus, come quelle del genere affine Dorcopsis, hanno una posizione intermedia, sia nell'aspetto sia dal punto di vista filogenetico, tra i canguri arboricoli (Dendrolagus) e gli altri canguri. Gli arti anteriori, in particolare, differiscono in lunghezza da quelli posteriori più che nei canguri arboricoli ma meno che in tutte le altre specie di canguro. Il muso glabro è abbastanza largo, le orecchie sono rotonde.

## Distribuzione e habitat
Entrambe le specie vivono nelle foreste pluviali della Nuova Guinea.

## Biologia
Le abitudini di questi animali sono poco note. Si ritiene che l'attività sia prevalentemente notturna. La dieta consiste di erba, radici, foglie e frutti.

## Specie
Il genere comprende due specie:
- Dorcopside di Macleay, Dorcopsulus macleayi
- Dorcopside minore, Dorcopsulus vanheurni